# Катажина Кава
Катажина Кава (пол. Katarzyna Kawa, 17 листопада 1992) — польська тенісистка.

## Фінали Туру WTA

### Одиночний розряд: 2 (2 поразки)
| Легенда       |
| ------------- |
| Grand Slam    |
| WTA 1000      |
| WTA 500       |
| WTA 250 (0–2) |

| Фінали за покриттям |
| ------------------- |
| Тверде (0–0)        |
| Трава (0–0)         |
| Ґрунт (0–2)         |

| Результат | В-П | Дата     | Турнір                              | Tier          | Покриття | Опонент             | Рахунок       |
| --------- | --- | -------- | ----------------------------------- | ------------- | -------- | ------------------- | ------------- |
| Поразка   | 0–1 | Лип 2019 | Baltic Open, Латвія                 | International | Ґрунт    | Анастасія Севастова | 6–3, 5–7, 4–6 |
| Поразка   | 0–2 | Кві 2025 | Copa Colsanitas Santander, Колумбія | WTA 250       | Ґрунт    | Каміла Осоріо       | 3–6, 3–6      |

### Парний розряд: 2 (2 поразки)
| Легенда          |
| ---------------- |
| Grand Slam (0–0) |
| WTA 1000 (0–0)   |
| WTA 500 (0–0)    |
| WTA 250 (0–2)    |

| Фінали за покриттям |
| ------------------- |
| Тверде (0–1)        |
| Трава (0–0)         |
| Ґрунт (0–1)         |
| Килим (0–0)         |

| Результат | В-П | Дата     | Турнір                  | Tier    | Покриття | Партнер           | Опоненти                        | Рахунок          |
| --------- | --- | -------- | ----------------------- | ------- | -------- | ----------------- | ------------------------------- | ---------------- |
| Поразка   | 0–1 | Лип 2022 | WTA Poland Open, Польща | WTA 250 | Ґрунт    | Аліція Росольська | Анна Даніліна Анна-Лена Фрідзам | 4–6, 7–5, [5–10] |
| Поразка   | 0–2 | Бер 2024 | ATX Open, США           | WTA 250 | Тверде   | Бібіана Схофс     | Олівія Гадецкі Олівія Ніколлз   | 2–6, 4–6         |